# O vad ljuvlig fröjd jag känner
O vad ljuvlig fröjd jag känner är en sång med text från 1770 av Walter Shirley och med musik av George Frederick Root.

## Publicerad i
- Musik till Frälsningsarméns sångbok 1907 som nr 160.
- Frälsningsarméns sångbok 1929 som nr 133 under rubriken "Helgelse - Helgelsens verk".
- Frälsningsarméns sångbok 1968 som nr 212 under rubriken "Helgelse".
- Frälsningsarméns sångbok 1990 som nr 440 under rubriken "Helgelse".